# De Callataÿ
De Callataÿ is een geslacht waarvan leden sinds 1901 tot de Belgische adel behoren.

## Geschiedenis
De bewezen stamreeks begint met Joseph Antoine Kalatay die samen met zijn oom Franciscus-Xaverius Kalathaÿ, bisschop van Nagyvárad, enz. op 23 juni 1794 in de Hongaarse adel werd verheven. Zijn kleinzoon Edouard de Calotein (1830-1908) werd in 1858 genaturaliseerd tot Belg en verkreeg bij Koninklijk Besluit 1880 naamswijziging tot De Callataÿ; in 1937 volgde voor twee zonen naamswijziging tot de Callataÿ. Hij werd op 24 december 1901 ingelijfd in de Belgische adel waarmee hij de stamvader van het Belgische adellijke geslacht werd. Zijn zoon jhr. Armand de Callataÿ (1871-1955) verkreeg in 1925 de titel van ridder, overdraagbaar bij eerstgeboorte, gevolgd in 1934 door verlening van de titel van baron, overgaande op dezelfde wijze.
Anno 2019 leefden er nog 58 adellijke mannelijke telgen, de laatsten geboren in 2018.

### Wapenbeschrijving
- 1794: Scutum videlicet militare erectum in quatuor areas divisum, quarum prima et quarta caerulea continet in planitie viridi proceram arborem eiusdem tincturae superinducto toti parmae unicorni argenteo saliente, secunda vero et tertia area aurea super solo prasino basim scuti occupante exhibet gruem vigilantem sive falculis dextris silicem tenentem, in centro scuti cernitur aliud minus pectorale dictum scutum cocco tinctum, in quo comprehenditur mitra episcopalis, auro gemmis et argento, pedo pariter episcopali sinistro diagonaliter traducto fulgiva. Scuto incumbit galea tornearia coronata clatrataque seu aperta, purpura suffulta, auro reducta et appenso monili decora, situ pro more ad dextram obliquo nobilibus dari consueta, cuius apex grypho aureo inguine tenus exsurgente et anteriorum pedum dextris falculis frameam stringente fastigiatur. Laciniis hinc argenteis et coeruleis, illinc aureis et rubris scuti latera decenter ac venuste exornantibus.
- 1901: Gevierendeeld, één en vier in blauw, een in natuurlijke kleur boom, op een groenen grond, waarvoor een zilveren eenhoorn heen springt, de eenhoorn in één omgewend, twee en drie in goud, een zwart gebekte en gepoote, zilveren kraanvogel, die op een groenen grond is geplaatst, de kraanvogel in drie omgewend, over alles heen in rood, een gouden bisschopshoed, gehecht van zilver, over eenen schuinlinks gestelden bisschopsstaf. Het schild gedekt met een goud gekroonden, getralieden, gehalsbanden en omboorden, zilveren helm, gevoerd en gehecht van rood, met dekkleeden van zilver en blauw rechts, van goud en rood links. Helmteeken: een uitkomende, rood genagelde en getongde, gouden griffioen, houdende in de rechterpoot een zilveren sabel, met gouden gevest.
- 1925: Gevierendeeld, één en vier in lazuur, eenen eenhoorn van zilver, springend voor eenen boom in natuurlijke kleur, op eenen aardheuvel van groen, de eenhoorn van het eerste kwartier omgewend, twee en drie in goud, eene kraanvogel van zilver, met bek en pooten van sabel, doorgaande op eenen aardheuvel van groen, de kraanvogel van het derde kwartier omgewend, over het alles heen in keel, eene bisschopsstaf van goud, schuinlinks geplaatst, eene bisschopsmijter van goud, gebonden van zilver, over den bisschopsstaf heen. Het schild getopt voor den titularis met eene ridderskroon, en overtopt voor [de] andere nakomelingen met eenen helm van zilver, gekroond, getralied, gehalsband en omboord van goud, gevoerd en vastgehecht van keel, met dekkleeden rechts van zilver en lazuur, links van goud en keel. Helmteeken: een uitspringende griffoen van goud, genageld en getongd van keel, houdende in de rechterpoot een sabel van zilver, met gevest van goud.
- 1934: Beschrijving van het schild analoog met die van de voorgaande open brieven. Het schild overtopt met eenen helm van zilver, gekroond, getralied, gehalsband en omboord van goud, gevoerd en vastgehecht van keel, met dekkleeden rechts van zilver en van lazuur, links van goud en van keel. Helmteeken: een uitspringende griffioen van goud, genageld en getongd van keel, houdende in de rechterpoot een sabel van zilver, met gevest van goud. Het schild getopt daarenboven voor den titularis met eene baronnenkroon, en gehouden door twee griffioens van goud, genageld en getongd van keel. Wapenspreuk: 'Vige ac vigila' van lazuur, op eenen lossen band van goud.
- 1967: Gevierendeeld, één en vier van azuur, met een springende eenhoorn van zilver, voor een boom van natuurlijke kleur met grasgrond, de eenhoorn van het eerste omgewend, twee en drie van goud, met een kraanvogel van zilver, gebekt en gepoot van sabel, op een grasgrond, de kraanvogel van het derde omgewend, over alles heen van keel, met een bisschopsstaf van goud, in linkerschuinbalk geplaatst, een mijter van hetzelfde, met zijn linten van zilver, over de staf heen. Het schild getopt met een baronnenkroon, overtopt met een helm van zilver, gekroond, getralied, gehalsband en omboord van goud, gevoerd en gehecht van keel, met dekkleden rechts van zilver en van azuur, links van goud en van keel, en gehouden door twee griffoenen van goud, gewapend en getongd van keel. Helmteken: een uitkomende griffoen van goud, gewapend en getongd van keel, houdend een sabel van zilver, met goud[en] gevest in de rechterpoot. Wapenspreuk: 'Vige ac vigila' van azuur, op een losse band van goud.

## Enkele telgen
Jhr. Edouard de Callataÿ (1830-1908), luitenant-generaal
- Armand baron de Callataÿ (1871-1955), generaal-majoor, commandant van de Krijgsschool, reserve luitenant-generaal, commandant van het derde militaire district en van het derde legerkorps
  - Ir. Michel baron de Callataÿ (1899-1985), burgerlijk ingenieur, architect
    - Ir. Xavier baron de Callataÿ (1932-1998), burgerlijk metallurgisch ingenieur, kunstschilder
    - Dr. ir. Armand baron de Callataÿ (1935-2016), electro-mechanisch ingenieur, doctor in de toegepaste wetenschappen, sinds 1998 chef de famille
    - Damien baron de Callataÿ (1937), sinds 2016 chef de famille
      - Jhr. Thomas de Callataÿ MBA (1975), vermoedelijke opvolger als chef de famille

    - Jkvr. Christine de Callataÿ (1940), oud-gemeenteraadslid van Sint-Lambrechts-Woluwe

  - Ir. Vincent baron de Callataÿ (1900-1967), burgerlijk ingenieur, luitenant-kolonel bij de luchtmacht, directeur van de Belgische afdeling van de Wereldtentoonstelling te Brussel, enz., verkreeg in 1967 de persoonlijke titel van baron
  - Jhr. dr. Edouard de Callataÿ (1901-1978), advocaat, corresponderend lid van de Koninklijke Academie voor Oudheidkunde van België
    - Jhr. dr. Robert de Callataÿ (1926), jurist
      - Jhr. ir. Didier de Callataÿ (1952-2025), in 1983 mede-oprichter en gedelegeerd bestuurder van De Callataÿ & Wouters, in 2012 opgegaan in Sopra Banking Software

    - Jhr. dr. Philippe de Callataÿ (1933-2021), jurist, oud-conservator van het Wellington Museum
      - Prof. jhr. dr. François de Callataÿ (1961), departementschef bij de Koninklijke Bibliotheek van België, hoogleraar aan de Université Libre de Bruxelles
      - Prof. jhr. dr. Godefroid de Callataÿ Ph.D. (1966), hoogleraar arabische en islamitische studies aan de Université Catholique de Louvain

    - Jhr. Thierry de Callataÿ (1934-1984)
      - Jhr. Etienne de Callataÿ (1962), M.Ec., econoom

    - Jhr. Emmanuel de Callataÿ (1936), architect
      - Jkvr. Marie-Noëlle de Callataÿ (1964), sopraan, laureaat van de Koningin Elisabethwedstrijd 1988 (voor zang)
      - Jkvr. Brigitte de Callataÿ (1966), musicus en kunstenares

    - Jhr. Léopold de Callataÿ (1940), oud-voorzitter van de Union Francophone des Associations de Parents de l’Enseignement Catholique, oud-penningmeester van de Ligue des familles
    - Jhr. dr. Baudoin de Callataÿ (1945), oud-ambassadeur van België